# سیارک ۵۴۷۰
سیارک ۵۴۷۰ (به انگلیسی: 5470 Kurtlindstrom، نامگذاری:1988BK5) پنج هزار و چهارصد و هفتادمین سیارک کشف شده‌است که در ۲۸ ژانویه ۱۹۸۸ کشف شد.
قدر مطلق سیارک برابر ۴۶.۷ است.